# Kórnica
Kórnica (nazwa oboczna Kornica, niem. Körnitz) – wieś w Polsce położona w województwie opolskim, w powiecie krapkowickim, w gminie Krapkowice. Historycznie leży na Górnym Śląsku, na ziemi prudnickiej. Położona jest na terenie Kotliny Raciborskiej, będącej częścią Niziny Śląskiej.
W latach 1945–1954 wieś należała i była siedzibą władz gminy Kórnica w powiecie prudnickim. W latach 1975–1998 miejscowość należała administracyjnie do ówczesnego województwa opolskiego.
Według danych na 2022 wieś była zamieszkana przez 635 osób.

## Geografia

### Położenie
Wieś jest położona w południowo-zachodniej Polsce, w województwie opolskim, około 16 km od granicy z Czechami, w zachodniej części Kotliny Raciborskiej. Należy do Euroregionu Pradziad. Prowadzi przez nią droga z Głogówka do Żywocic.
| SIMC    | Nazwa  | Rodzaj    |
| ------- | ------ | --------- |
| 0497259 | Czekaj | część wsi |
| 0497265 | Wygon  | część wsi |

## Nazwa
Według Heinricha Adamy’ego nazwa miejscowości wywodzi się od polskiej nazwy ptaka domowego „kury” - „von kur, kura, kogut, kokosz = Hahn und Henne”. W swoim dziele o nazwach miejscowych na Śląsku wydanym w 1888 roku we Wrocławiu jako najwcześniejszą nazwę miejscowości wymienia ją w polskiej formie – „Kurnica” podając jej znaczenie „Huhnerdorf”, czyli po polsku „Miejscowość kur”.
Topograficzny opis Górnego Śląska z 1865 roku notuje wieś pod polską nazwą Kurnica, a także zgermanizowaną Körnitz we fragmencie: „Körnitz (1217 Carnici, polnisch Kurnica)”.
W roku 1883 tak pisaną nazwę wymienia się w Słowniku geograficznym Królestwa Polskiego. W dobrach Kurnica istniał także folwark Kudowa albo Czekaj.
12 listopada 1946 r. nadano miejscowości, wówczas administracyjnie należącej do powiatu prudnickiego, polską nazwę Kórnica.

## Historia
Wieś po raz pierwszy wzmiankowana była w dokumencie z dnia 30 października 1323, z panem dziedzicznym Wernerem I von Körnitz, który wówczas obiecał klasztorowi cystersów w Kazimierzu oraz księdzu z Twardawy płacenie dziesięcicy z pól kmieci z Kórnicy. Powielana przez Johanna Georga Knie, Felixa Triesta i Karla Schinke informacja, jakoby Kórnica była po raz pierwszy wzmiankowana jako Carnici w dokumentach biskupa wrocławskiego Wawrzyńca w lutym 1217, jest nieprawidłowa (dotyczy ona Karnic koło Środy Śląskiej). Kościół w Kórnicy został po raz pierwszy wzmiankowany w 1433.

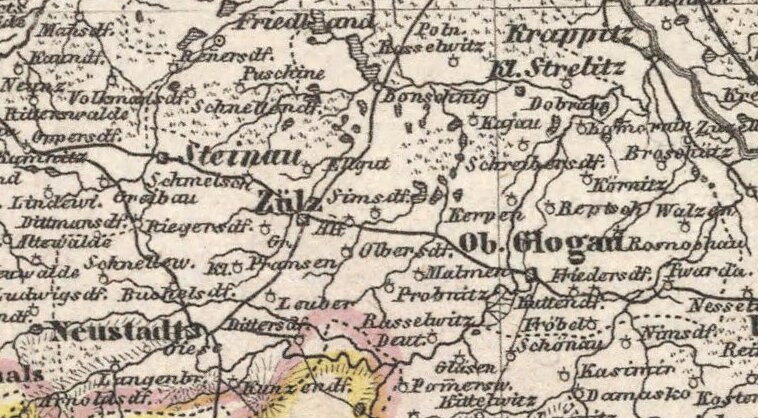
Kórnica (Körnitz) wśród miejscowości ziemi prudnickiej na mapie z 1849

Ród von Körnitz, noszący w herbie symbol gwiazdy nad półksiężycem, przybył do Kórnicy z Dobkowic w trakcie kolonizacji Górnego Śląska przez niemieckich osadników, i przyjął nazwę wsi jako nazwisko rodowe. Kolejnymi właścicielami wsi byli potomkowie Wernera (Andreas, Jaroslaw, Werner II, Janus i Heinrich). Jego wnuk, Werner II von Körnitz na początku XV wieku był panem dziedzicznym Kórnicy, Słokowa, Starych Kotkowic i Rogowa. Rodzina von Körnitz przestała być właścicielem Kórnicy w 1455, kiedy książę głogówecko-prudnicki Bolko V nadał wszelkie prawa we wsi panowi Gindrzichowi z Wierzchu. Następnymi właścicielami wsi były rody Reiswitz z Kędzierzyna, hrabowie von Redern oraz hrabowie von Seher-Thoss z Dobrej.
Do 1742 wieś należała do powiatu sądowego głogóweckiego w Monarchii Habsburgów. Po I wojnie śląskiej znalazła się w granicach Królestwa Prus i weszła w skład powiatu prudnickiego w prowincji Śląsk. W latach 1794–1795 został wzniesiono obecny kościół św. Fabiana i św. Sebastiana.

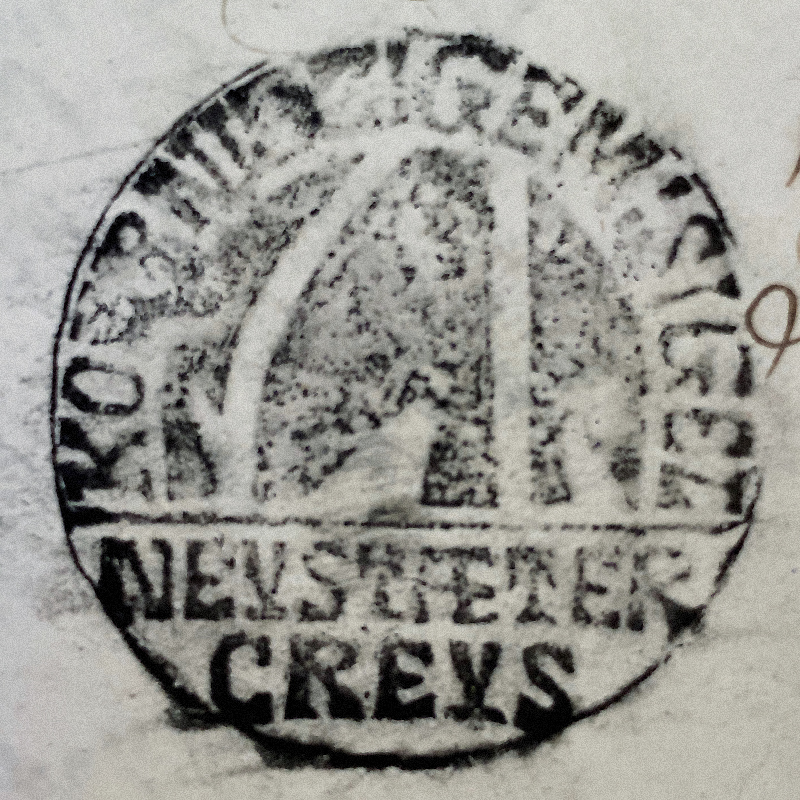
Pieczęć Kórnicy (1870)

Na początku XIX wieku sołtysem w Kórnicy był wolny chłop i wozownik Georg Janik. W 1817 funkcję sołtysa objął Georg Smuda, a w 1829 – Lukas Schneider. W 1864 roku Kórnica składała się z części wiejskiej oraz z majątku (Rittergut) do którego należały Czekaj i Agnieszczyn. Majątek z polami mierzył 2731 morgów (682 ha) ziemi i posiadał 34 konie, 91 krów, 3200 owiec i 8 świń. W części wiejskiej żyły (wraz z Czekaj) 32 rodziny rolników, 15 rodzin zagrodników oraz 45 rodzin chałupników. Mieszkańcy wioski uprawiali 2217 morgów (554 ha) dobrej ziemi rolniczej i posiadali 81 koni, 380 sztuk bydła i 60 świń. W wiosce znajdowały się kościół, szkoła, 3 karczmy, 4 kowalnie, 5 posesje rzemieślnicze, 140 domów prywatnych oraz 119 budynków rolniczych. W latach 70. XIX wieku sołtysem został Anton II Janik. Wieś posiadała swoją własną pieczęć, która przedstawiała w polu lemiesz pługa w słup na murawie, a w otoku napis: KOERNITZ GEMEIN SIG: / NEYSTAETER CREIS (pol. Gmina Kórnica / Powiat Prudnicki).

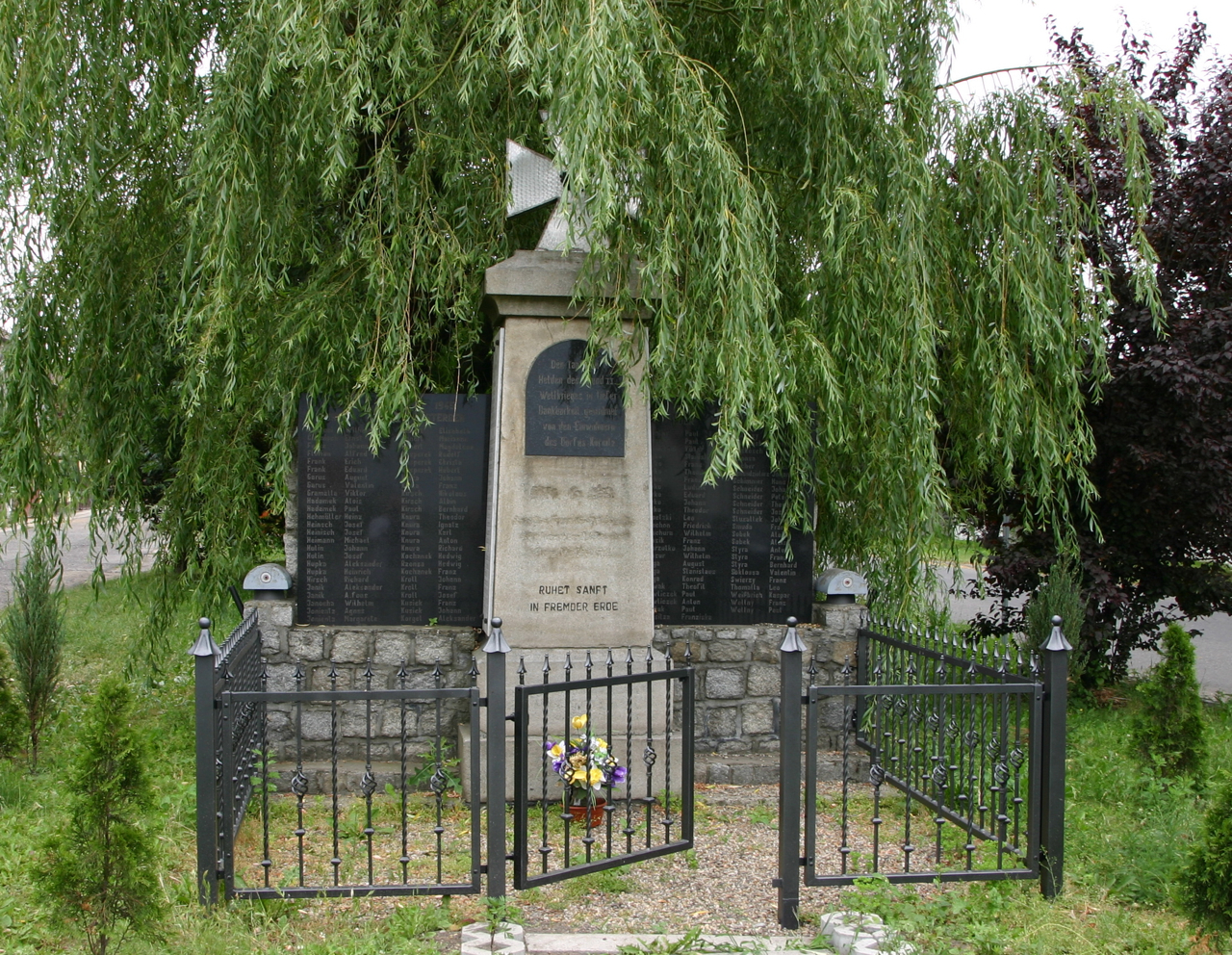
Pomnik poległych w I i II wojnie światowej

Według spisu ludności z 1 grudnia 1910, na 1504 mieszkańców Kórnicy 34 posługiwało się językiem niemieckim, a 1470 językiem polskim. W wyborach parlamentarnych w Republice Weimarskiej w 1919 najwięcej głosów w Kórnicy zdobyli socjaldemokraci.
W 1921 w zasięgu plebiscytu na Górnym Śląsku znalazła się tylko część powiatu prudnickiego. Kórnica znalazła się po stronie wschodniej, w obszarze objętym plebiscytem, jako siedziba jednego z dziewięciu w powiecie prudnickim obwodów wyborczych. Do głosowania uprawnionych było w Kórnicy 740 osób, z czego 575, ok. 77,7%, stanowili mieszkańcy (w tym 568, ok. 76,8% całości, mieszkańcy urodzeni w miejscowości). Oddano 712 głosów (ok. 96,2% uprawnionych), w tym 708 (ok. 99,4%) ważnych; za Niemcami głosowało 519 osób (ok. 73,3%), a za Polską 189 osób (ok. 26,7%). W latach 20. XX wieku w Kórnicy powstał pomnik upamiętniający mieszkańców wsi, którzy zginęli podczas I wojny światowej (rozbudowany po II wojnie światowej). Według wyników ankiety kościelnej z 1931, odsetek Polaków wśród mieszkańców Kórnicy oceniono na 95%.
Podczas II wojny światowej, w marcu 1945 wieś była jedną z miejscowości powiatu prudnickiego, które zostały przystosowane przez Niemców do obrony przed Armią Czerwoną. Na jej terenie powstały rowy i okopy. Na polu uprawnym w Kórnicy zbudowano lotnisko polowe. Niemieckie wojsko posiadało stanowisko dowodzenia we wsi. Armia Czerwona wkroczyła do Kórnicy w drodze na Prudnik podczas operacji górnośląskiej 19 marca 1945. We wsi trwał wówczas pogrzeb jednego z jej najstarszych mieszkańców – 83-letniego Josepha Moritza. Wraz z zajęciem wsi rozpoczęły się fale kradzieży, gwałtów i deportacji. Sowieci zastrzelili pięć kobiet broniących się przed zgwałceniem, a jeden z żołnierzy, podczas żonglowania granatem, zabił na podwórzu domu należącego do rodziny Kasperków sześcioro dzieci i siebie.
Od marca do maja 1945 powiat prudnicki znajdował się pod kontrolą radzieckiej komendantury wojskowej. 11 maja 1945 polska administracja przejęła władzę cywilną w powiecie prudnickim. Mieszkańcom Kórnicy, posługującym się dialektem śląskim bądź znającym język polski, pozwolono pozostać we wsi po otrzymaniu polskiego obywatelstwa. Władzę w Kórnicy przejęła Milicja Obywatelska. Dziesięciu milicjantów zakwaterowano poza centrum wsi, w domu rolnika Antona Krolla, który jeszcze nie powrócił z wojny, skąd mogli obserwować ruch na drodze z Głogówka do Krapkowic. Mieszkańcy byli okradani przez grupy szabrowników spoza Śląska oraz żołnierzy Armii Czerwonej zakwaterowanych w sąsiednich miejscowościach. 9 lipca 1945 we wsi doszło do wystąpienia ludności autochtonicznej przeciwko polskim władzom, zwanego powstaniem kórnickim. Około 50-osobowy tłum rozbroił i pobił polskich milicjantów. Następnego dnia do Kórnicy wkroczył silnie uzbrojony oddział milicji i polskiego wojska z Prudnika. Każdy dom we wsi został przeszukany, Polacy grozili autochtonom, że rozstrzelają co dziesiątego mieszkańca, jeśli odpowiedzialni za rozruchy nie zostaną schwytani. 36 mieszkańców Kórnicy przetransportowało na posterunek milicji w Głogówku. Buntownicze usposobienie mieszkańców Kórnicy przyczyniło się do tego, że przez długi czas polscy urzędnicy nie odważyli się objąć cywilnej administracji wsi. W 1946 młodzież z Kórnicy, Komornik i Łowkowic została wywieziona na żniwa do gospodarstwa Lipno w Prudniku.
W latach 1945–1950 Kórnica należała do województwa śląskiego, a od 1950 do województwa opolskiego. W latach 1945–1954 wieś była siedzibą gminy Kórnica, a w latach 1954–1972 gromady Kórnica. Podlegała urzędowi pocztowemu w Głogówku.
Do 1956 roku Kórnica należała do powiatu prudnickiego. W związku z reformą administracyjną, w 1956 Kórnica została odłączona od powiatu prudnickiego i przyłączona do nowo utworzonego krapkowickiego.
W miejscowości znajdowało się gospodarstwo Państwowego Ośrodka Hodowli Zarodowej w Głogówku. W 1995 do Kórnicy doprowadzono linię telefoniczną, a w 1996 wieś została zwodociągowana.

### Przynależność państwowa i administracyjna
| Okres     |                                                                                | Państwo                           | Zwierzchnictwo                    | Jednostka administracyjna                                                |
| --------- | ------------------------------------------------------------------------------ | --------------------------------- | --------------------------------- | ------------------------------------------------------------------------ |
| 1323–1382 |                                                                                | Księstwo niemodlińskie            | Księstwo niemodlińskie            |                                                                          |
| 1382–1424 |                                                                                | Księstwo niemodlińsko-strzeleckie | Księstwo niemodlińsko-strzeleckie |                                                                          |
| 1424–1460 |                                                                                | Księstwo głogówecko-prudnickie    | Księstwo głogówecko-prudnickie    |                                                                          |
| 1460–1521 |                                                                                | Księstwo opolskie                 | Księstwo opolskie                 |                                                                          |
| 1521–1532 |                                                                                | Księstwo opolsko-raciborskie      | Księstwo opolsko-raciborskie      | księstwo opolskie                                                        |
| 1532–1742 | Monarchia Habsburgów                                                           | Monarchia Habsburgów              | Święte Cesarstwo Rzymskie         | księstwo opolsko-raciborskie, powiat sądowy głogówecki                   |
| 1742–1806 |                                                                                | Królestwo Prus                    | Święte Cesarstwo Rzymskie         | kamera wrocławska, departament wrocławski, powiat prudnicki              |
| 1806–1815 |                                                                                | Królestwo Prus                    | Królestwo Prus                    | kamera wrocławska, departament wrocławski, powiat prudnicki              |
| 1815–1871 | prowincja Śląsk, rejencja opolska, powiat prudnicki                            | Królestwo Prus                    | Królestwo Prus                    |                                                                          |
| 1871–1918 | Cesarstwo Niemieckie                                                           | Cesarstwo Niemieckie              | Cesarstwo Niemieckie              | Królestwo Prus, prowincja Śląsk, rejencja opolska, powiat prudnicki      |
| 1918–1919 |                                                                                | Republika Weimarska               | Republika Weimarska               | Wolne Państwo Prusy, prowincja Śląsk, rejencja opolska, powiat prudnicki |
| 1919–1933 | Wolne Państwo Prusy, prowincja Górny Śląsk, rejencja opolska, powiat prudnicki | Republika Weimarska               | Republika Weimarska               |                                                                          |
| 1933–1938 | Wolne Państwo Prusy, prowincja Górny Śląsk, rejencja opolska, powiat prudnicki | III Rzesza                        | III Rzesza                        | III Rzesza                                                               |
| 1938–1941 | Wolne Państwo Prusy, prowincja Śląsk, rejencja opolska, powiat prudnicki       | III Rzesza                        | III Rzesza                        | III Rzesza                                                               |
| 1941–1945 | Wolne Państwo Prusy, prowincja Górny Śląsk, rejencja opolska, powiat prudnicki | III Rzesza                        | III Rzesza                        | III Rzesza                                                               |
| 1945–1946 |                                                                                | Rzeczpospolita Polska             | Rzeczpospolita Polska             | Okręg I (Śląsk Opolski)                                                  |
| 1946–1950 | województwo śląskie, powiat prudnicki, gmina Kórnica                           | Rzeczpospolita Polska             | Rzeczpospolita Polska             |                                                                          |
| 1950–1952 | województwo opolskie, powiat prudnicki, gmina Kórnica                          | Rzeczpospolita Polska             | Rzeczpospolita Polska             |                                                                          |
| 1952–1954 | województwo opolskie, powiat prudnicki, gmina Kórnica                          |                                   | Polska Rzeczpospolita Ludowa      | Polska Rzeczpospolita Ludowa                                             |
| 1954–1956 | województwo opolskie, powiat prudnicki, gromada Kórnica                        |                                   | Polska Rzeczpospolita Ludowa      | Polska Rzeczpospolita Ludowa                                             |
| 1956–1973 | województwo opolskie, powiat krapkowicki, gromada Kórnica                      |                                   | Polska Rzeczpospolita Ludowa      | Polska Rzeczpospolita Ludowa                                             |
| 1973–1975 | województwo opolskie, powiat krapkowicki, gmina Krapkowice                     |                                   | Polska Rzeczpospolita Ludowa      | Polska Rzeczpospolita Ludowa                                             |
| 1975–1989 | województwo opolskie, gmina Krapkowice                                         |                                   | Polska Rzeczpospolita Ludowa      | Polska Rzeczpospolita Ludowa                                             |
| 1989–1998 | województwo opolskie, gmina Krapkowice                                         | Polska                            | Rzeczpospolita Polska             | Rzeczpospolita Polska                                                    |
| od 1999   | województwo opolskie, powiat krapkowicki, gmina Krapkowice                     | Polska                            | Rzeczpospolita Polska             | Rzeczpospolita Polska                                                    |

## Mieszkańcy
Miejscowość zamieszkiwana jest przez mniejszość niemiecką oraz Ślązaków. Mieszkańcy wsi posługują się gwarą prudnicką, będącą odmianą dialektu śląskiego. Należą do podgrupy gwarowej nazywanej Kamiyniołrzy.

### Liczba mieszkańców wsi
- 1871 – 1049[46]
- 1885 – 1169[47]
- 1905 – 1211[48]
- 1910 – 1504[25]
- 1933 – 1134[49]
- 1939 – 1076[49]
- 1966 – 732[50]
- 1998 – 770[51]
- 2002 – 706[51]
- 2009 – 671[51]
- 2011 – 679[51]
- 2021 – 635[51]

## Zabytki

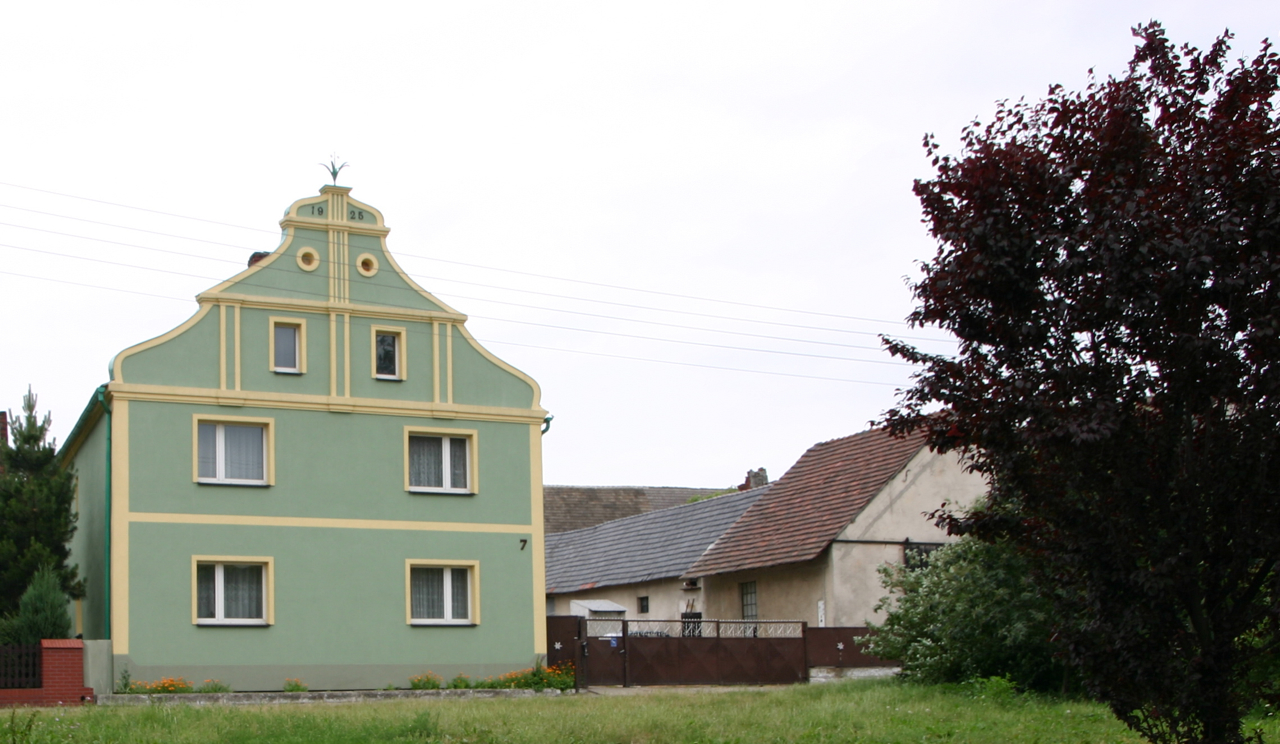
Dom, ul. Szkolna 7

Do wojewódzkiego rejestru zabytków wpisane są:
- kościół par. pw. śś. Fabiana i Sebastiana zbudowany w latach 1794–1795
- spichrz folwarczny, z 1795 r.

Zgodnie z gminną ewidencją zabytków w Kórnicy chronione są ponadto:
- cmentarz, znajdujący się przy kościele
- kapliczka, ul. Główna 78
- kapliczka, ul. Główna 84
- kapliczka, ul. Szkolna 5
- kapliczka naprzeciw domu ul. Szkolna 35
- kapliczka przy domu ul. Główna 109
- rządcówka w zespole folwarcznym, ul. Główna 58
- budynek mieszkalno-gospodarczy, dawniej kuźnia, ul. Główna 47
- dom, ul. Główna 94
- dom, ul. Szkolna 7
- przepust kamienny pod drogą wojewódzką 416 w km. 8+905, ul. Krapkowicka

## Gospodarka
W dawnym folwarku gospodarstwa rolnego w Kórnicy działa filia Stadniny Koni w Mosznej.

## Transport
Przez Kórnicę przebiega droga wojewódzka 416 Racibórz – Krapkowice

## Kultura
W Kórnicy działa Niemieckie Koło Przyjaźni (Deutscher Freundeskreis) – oddział terenowy Towarzystwa Społeczno-Kulturalnego Niemców na Śląsku Opolskim, a także Koło Gospodyń Wiejskich. We wsi powstało Muzeum Tradycji Wiejskiej i Izba Pamięci. W 2012 Kórnica zajęła 1. miejsce w kategorii „najpiękniejsza wieś” konkursu „Piękna Wieś Opolska” organizowanego przez Urząd Marszałkowski Województwa Opolskiego.

## Religia

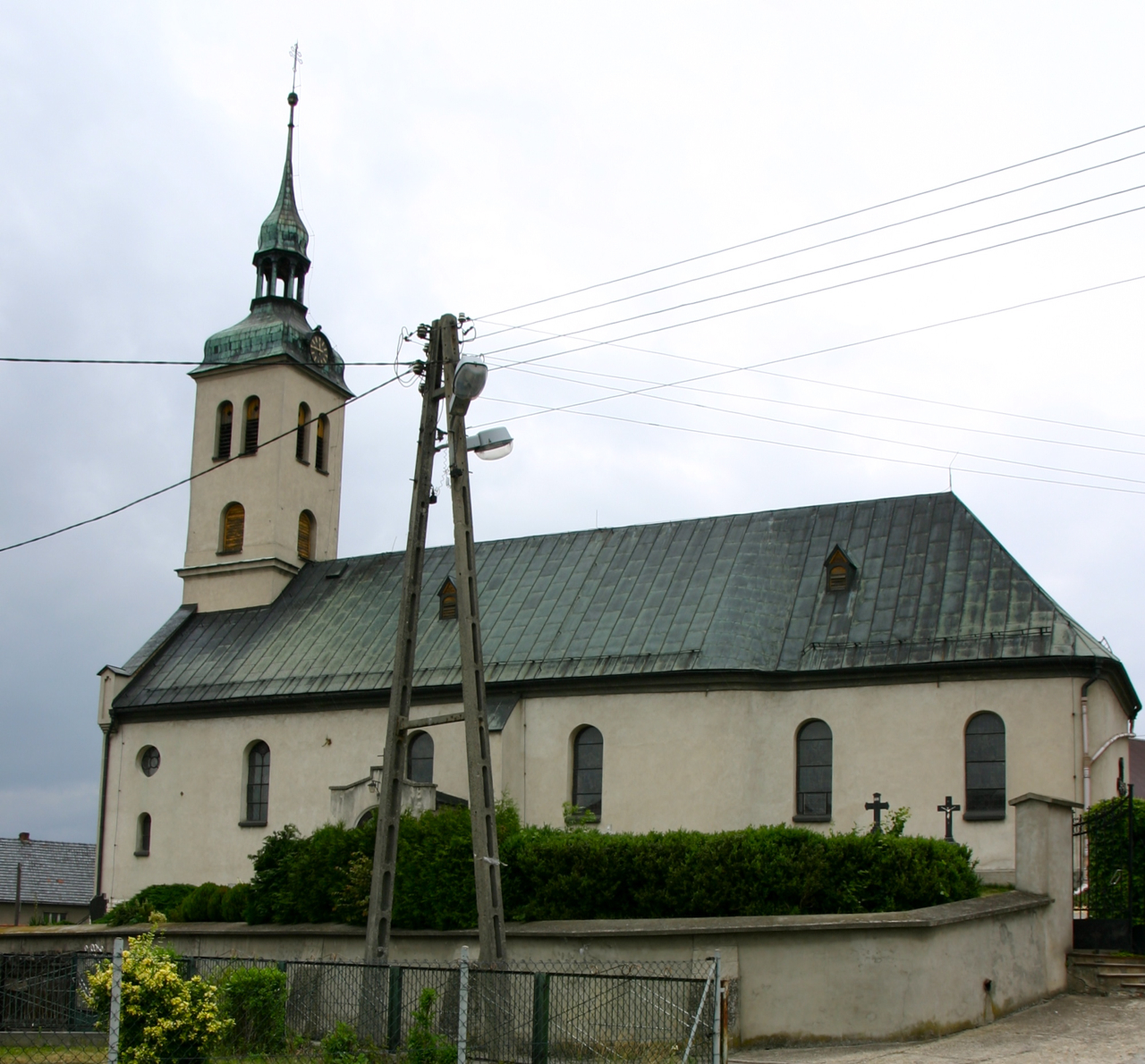
Kościół św. Fabiana i św. Sebastiana

W Kórnicy znajduje się katolicki kościół św. Fabiana i św. Sebastiana, który jest siedzibą parafii św. Fabiana i św. Sebastiana (dekanat Głogówek). Przy wjeździe do wsi znajduje się kapliczka. Przy kościele znajduje się cmentarz. We wsi są dwa krzyże: z 1894 i 1893.

## Turystyka
Oddział PTTK „Sudetów Wschodnich” w Prudniku ustanowił turystyczną Odznakę Krajoznawczą Ziemi Prudnickiej, którą zdobywa się poprzez zwiedzenie odpowiedniej liczby obiektów w miejscowościach położonych na ziemi prudnickiej, w tym w Kórnicy.
12 lipca 2010, w ramach organizowanego w Prudniku VI Europejskiego Tygodnia Turystyki Rowerowej, w którym wzięli udział rowerzyści z całej Europy, przez Kórnicę prowadziła trasa „Szlakiem Pielgrzyma”.

## Bezpieczeństwo

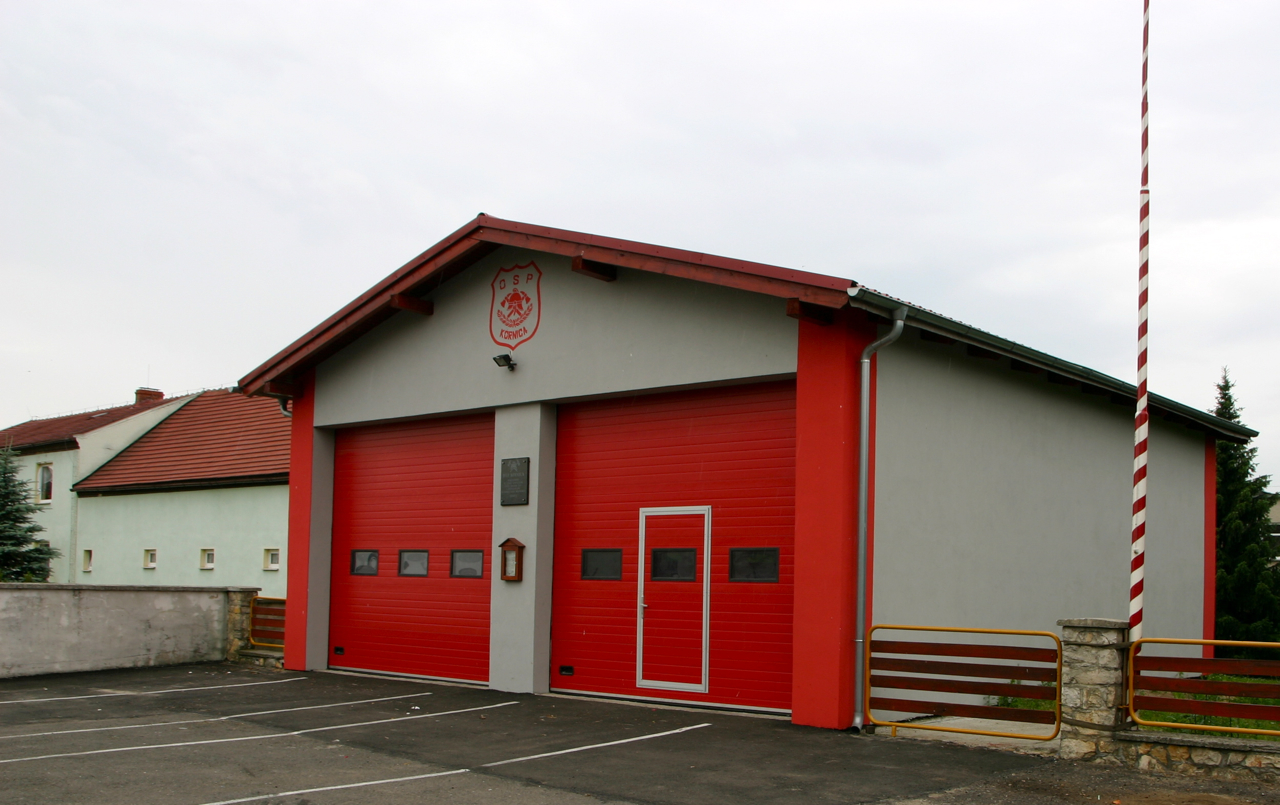
Remiza OSP Kórnica

W zakresie ochrony przeciwpożarowej oraz innych miejscowych zagrożeń w Kórnicy działa jednostka Ochotniczej Straży Pożarnej, włączona w krajowy system ratowniczo-gaśniczy. Do 1998 bezpieczeństwo pożarowe w Kórnicy było nadzorowane przez Komendę Rejonową PSP w Prudniku.
Miejscowość jest pod opieką dzielnicowego rejonu służbowego nr 6 Komendy Powiatowej Policji w Krapkowicach.
Teren wsi, jak i całej gminy Krapkowice, położony jest w strefie nadgranicznej w związku z czym Straż Graniczna dysponuje, na tym obszarze, specjalnymi kompetencjami w zakresie bezpieczeństwa. Gminę Krapkowice obejmuje zasięgiem służbowym placówka Straży Granicznej w Opolu ze Śląskiego Oddziału SG.

## Ludzie związani z Kórnicą
- Ludwik Tunkel (1862–1941) – duchowny katolicki, działacz społeczny, proboszcz parafii w Kórnicy
- Anna Myszyńska (1931–2019) – pisarka, fotograf, poetka, propagatorka śląskiej gwary i tradycji, urodzona w Kórnicy